# Grumbates

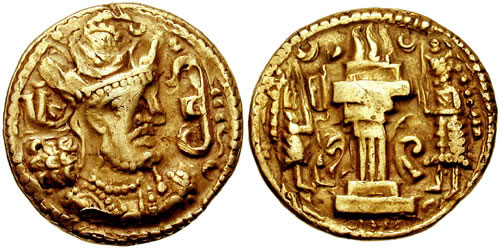
Dinar de ouro de r.

Grumbates foi um nobre quidarita, possivelmente rei, ativo em meados do século IV. Segundo o historiador romano Amiano Marcelino, era "o novo rei dos quionitas (chionitarum rex), [e] enquanto era de meia idade, e seus membros [eram] enrugados, foi dotado duma mente que agiu grandemente, e era famoso por suas muitas, vitórias significativas".
Grumbates aliou-se com o xá sassânida Sapor II (r. 309–379) contra o Império Romano em 359, durante o reinado do imperador Constâncio II (r. 337–361). Teria perdido seu filho no cerco contra a cidade mesopotâmica de Amida em 359. Amiano Marcelino faz um vivido relato das cerimônias funerárias e cremação do príncipe quionita.
O estudioso Xiang Wan, fazendo uma leitura dos documentos escritos em bactriano, considerou a possibilidade de traduzir a variante latina Grumbates para o bactriano γοραμβαδο e correlacionar este rei a duas figuras históricas de Báctria mencionadas em 2 cartas: Gurambade Ceravano (Gurambād Kērawān), filho de Ceravo Ormusdano (Kēraw Ohrmuzdān; fl. 421-422), e o nobre Gurambade Cuadevano (Gurambād Khwadewān).